# 交易所
交易所是金融市場中作為交易期貨、外匯、證券及商品等的平台。证券交易所及期貨交易所是比較常見的，博彩交易所與加密貨幣交易所亦是交易所。